# Diecezja Kondoa
Diecezja Kondoa – diecezja rzymskokatolicka  w Tanzanii. Powstała w 2011.

## Biskupi diecezjalni
- Bernardine Mfumbusa, od  2011